# 阿卜杜勒马日德·马格拉莫夫
阿卜杜勒马日德·巴里索维奇·马格拉莫夫（羅馬化：Abdulmazhid Barisovich Magramov；1956年11月11日—）是俄罗斯政治人物，第七届国家杜马议员。
1981年，他毕业于莫斯科灌溉与垦务学院（即随后的莫斯科国立环境管理大学）。2016年，他当选第七届国家杜马议员。